# Jakob Otterström
Jakob Otterström (i riksdagen kallad Otterström i Varola), född 12 oktober 1806 i Björsäters socken i Västergötland, död 17 april 1892 i Varola församling i Skaraborgs län, var en svensk präst och riksdagsman.
Otterström prästvigdes 1830 och var från 1860 kyrkoherde i Varola församling. Han var en av ledamöterna i prästeståndet för Skara stift vid ståndsriksdagarna mellan 1856 och 1865/66. Efter representationsreformen var han ledamot av andra kammaren under mandatperioden 1867–1869, invald i Gudhems och Kåkinds domsagas valkrets. 
Han var i sitt äktenskap med Sofia Ulrika von Schéele far till arkitekten Ernst Otterström